# Інокентій Поповський
Інокентій Поповський (? — ?) — в 1704—1707 роках ректор Києво-Могилянської академії, викладав філософію, психологію
Прочитав студентам курс риторики «Concha novas easque praesentis..» («Мушля, що містить нові… перли ораторського мистецтва, біля берегів Бористена народжені і для прикраси голів талановитих Києво-Могилянських риторів підібрані»). Цей курс цікавий тим, що містить чимало зразків панегіриків, промов, вітальних слів на честь вітчизняних знаних діячів.